# Dezmopresszin
A dezmopresszin (INN: desmopressin) egy szintetikus gyógyszer, amely az  antidiuretikus hormon (arginin vazopresszin) hatását utánozza.
Nazális, intravénás és orális gyógyszerformákban kapható. A VIII. Magyar Gyógyszerkönyvben Desmopressinum    néven hivatalos.  

## Kémia
A dezmopresszin (1-desamino-8-D-arginine vasopressin)
az emberi vazopresszin hormon (egy kilenc aminosavból álló peptid) módosított formája.
A kettő közötti különbség abban áll, hogy a dezmopresszinben az első aminosav dezaminált  és a nyolcas helyen álló arginin dextro és nem levo térállású.

## Gyógyszerhatás
A dezmopresszin a V2 receptor-on köt a vese gyűjtőcsatornájában és növeli a vízvisszaszívást.
Az endotél sejtekben a V1a receptorokon kötve serkenti a VIII. faktor kibocsátását. A dezmopresszin lassabban bomlik, mint a rekombináns vazopresszin
ezért ritkábban kell adagolni. Ezen kívül alig befolyásolja a vérnyomást, míg a vazopresszin arteriális hipertenziót okozhat.

## Felhasználás
A dezmopresszint  centrális diabetes insipidusban szenvedő betegeknek adják a vizeletmennyiség csökkentése érdekében, valamint véralvadási zavarokban szenvedőknek (von Willebrand betegség, enyhe hemophilia A és trombocitopénia) a von Willebrand faktor és a VIII-as faktor mennyiségének növelése érdekében.

## Mellékhatások
- fejfájás
- arcpír
- émelygés